# Korbmatten Baden-Baden
Das Natur- und Landschaftsschutzgebiet Korbmatten Baden-Baden liegt auf dem Gebiet der Stadt Baden-Baden in Baden-Württemberg.

## Kenndaten
Die Schutzgebiete entstanden am 20. Dezember 1979 durch Verordnung des Regierungspräsidiums Karlsruhe mit den Schutzgebietsnummern 2040 (NSG) und 2.11.005 (LSG). Diese Verordnung wurde im Gesetzblatt für Baden-Württemberg am 31. Januar 1980 veröffentlicht und trat danach in Kraft. Der CDDA-Code des NSG lautet 164210  und entspricht der WDPA-ID.

## Lage
Das Natur- und Landschaftsschutzgebiet liegt rund einen Kilometer nordwestlich des Baden-Badener Ortsteils Mührich. Es gehört vollständig zum FFH-Gebiet Nr. 7214-342 Bruch bei Bühl und Baden-Baden. Unmittelbar zusammenhängend und nördlich angrenzend besteht im Landkreis Rastatt auf Sinzheimer Gemarkung das Natur- und Landschaftsschutzgebiet Korbmatten-Im Mäthi. Die Schutzgebiete liegen im Naturraum 210-Offenburger Rheinebene innerhalb der naturräumlichen Haupteinheit 21-Mittleres Oberrheintiefland.

## Schutzzweck
Schutzzweck für das Naturschutzgebiet ist laut Schutzgebietsverordnung die Erhaltung der durch Grünlandnutzung geprägten Kulturlandschaft als Brut-, Nahrungs- und Rastbiotop für die in den Wiesenlandschaften des Oberrheingebietes heimische, zunehmend bedrohte Tierwelt und die Erhaltung der artenreichen, von unterschiedlichen Feuchtstufen bestimmten Wiesenvegetation in ihrer Vielfalt.
Schutzzweck für das Landschaftsschutzgebiet ist die Sicherung des ökologisch notwendigen Ergänzungsraumes des Naturschutzgebietes für die bedrohte Tierwelt und die Erhaltung der durch lockere Baum- und Strauchgruppen abwechslungsreich gegliederten, landwirtschaftlich genutzten Freiflächen am Fuße der Vorbergzone.